# Bonhoeffer
Bonhoeffer (även omnämnd som: Bonhoeffer: Pastor. Spy. Assassin.) är en biografisk och historisk dramafilm från 2024. Filmen är regisserad av Todd Komarnicki som även skrivit dess manus.
Filmen hade biopremiär i USA den 22 november 2024 och i Sverige den 28 mars 2025.

## Handling
Filmen utspelar sig under andra världskriget och handlar om Dietrich Bonhoeffer som dras in i en komplott för att mörda Hitler. Bonhoeffer måste välja mellan att hålla fast vid sina moraliska övertygelser eller riskera allt för att rädda miljontals judar från folkmord.

## Rollista (i urval)
- Jonas Dassler – Dietrich Bonhoeffer
- August Diehl – Martin Niemöller
- David Jonsson – Frank Fisher
- Flula Borg – Hans von Dohnanyi
- Moritz Bleibtreu – Karl Bonhoeffer
- Nadine Heidenreich – Paula Bonhoeffer
- Patrick Mölleken – Walter Bonhoeffer
- William Robinson – Eberhard Bethge
- Clarke Peters – Reverend Powell Sr.
- James Flynn – Sigmund Rascher